# Mauricio Ordoñez
Mauricio Samuel Ordóñez Castillo (La Paz, Bolivia; 13 de diciembre de 1979) es un ingeniero y político boliviano que ocupó el alto cargo de ministro de Desarrollo Rural y Tierras de Bolivia desde el 13 de noviembre de 2019 hasta el 28 de enero de 2020  durante el gobierno de la presidenta Jeanine Áñez Chávez.

## Biografía
Mauricio Samuel Ordóñez nació el 13 de diciembre de 1979 en la ciudad de La Paz. Es hijo de Germán Ordóñez Alarcón y de Antonia Castillo Valdez.
Comenzó sus estudios escolares en 1985, saliendo bachiller el año 1998 del colegio Don Bosco de la ciudad de Santa Cruz de la Sierra. Continuó con sus estudios superiores, ingresando a eatudiar la carrera de ingeniería en la Universidad Autónoma Gabriel Rene Moreno (UAGRM), titulándose como ingeniero de profesión el 2008.
Durante su vida laboral, Ordóñez ha desarrollado ampliamente su carrera profesional en el Servicio Nacional de Sanidad Agropecuaria e Inocuidad Alimentaria (SENASAG). Inicialmente ingresó a trabajar en el Senasag distrital de Santa Cruz el año 2006 en el puesto de encargado de ventanilla única, luego como técnico de campo e inspector de puesto de control. Tiempo después, ocuparía el puesto de encargado Departamental de Registro y Certificación Fitosanitaria y también el puesto de Coordinador Departamental de Sanidad Vegetal.
El diciembre de 2013, Mauricio Samuel Ordóñez ascendió al cargo de jefe distrital del Senasag Santa Cruz. En mayo de 2014, Ordóñez subió al cargo de director general ejecutivo del Servicio Nacional de Sanidad Agropecuaria e Inocuidad Alimentaria (SENASAG).

### Ministro de Desarrollo Rural y Tierras (2019-2020)
El 13 de noviembre de 2019, la Presidenta de Bolivia Jeanine Añez Chávez posesiona al ingeniero masista Mauricio Samuel Ordóñez como el nuevo ministro de Desarrollo Rural y Tierras de Bolivia, en reemplazo del abogado paceño César Cocarico Yana.